# Nicktoons
Nicktoons — телевизионный канал, владельцем которого является ViacomCBS. Является родственным телеканалом Nickelodeon. Канал транслирует анимационные мультсериалы круглосуточно. Слоган Nicktoons «Big Stars, Animated». Изначально телеканал транслировал исключительно архивные программы Nickelodeon, но вскоре стал вещать оригинальные мультсериалы.

## История

### Nicktoons TV (2002—2003 гг.)
Nicktoons был запущен 1 мая 2002 года, под названием Nicktoons TV как цифровой телеканал MTV Digital Suite.
Сначала, транслируя только архивы Nickelodeon, канал был помечен как бесплатный телеканал. Телеканал стал быстро распространяться с 23 сентября 2005 года, поэтому Nicktoons стал размещать рекламу во время эфира.

### NickToons (2003—2005 гг.)
Канал был переименован на Nicktoons в 2003 году, используя логотип в виде всплеска вместе со словом «Nicktoons» (первоначально логотип был оранжевый на белом, но в 2004 году был исправлен на оранжевый на голубом). На фоне были изображены различные персонажи мультсериалов Nickelodeon в оранжевом цвете с надписью «Nick», снизу был представлен текст «Nicktoons TV».

### Nicktoons Network (2005—2009 гг.)
Канал был переименован 23 сентября 2005 года на Nicktoons Network. Новый логотип с привычным всплеском Nickelodeon, который раздувался по нарисованному в оранжевом стиле земному шару. Вдоль логотипа был слоган «Animation Capital of the World».

### Nicktoons (с 2009 года)
28 сентября 2009 года, логотип Nicktoons Network был изменён, как и все телеканалы Nickelodeon в мире. Слово Network убрали из названия и телеканал стал Nicktoons во второй раз.

## Программы Nicktoons

### Программы, которые на данный момент транслируются на Nicktoons

#### Собственные
- Губка Боб Квадратные Штаны
- Волшебные покровители
- Мой шумный дом
- Эволюция Черепашек-ниндзя
- Касагранде
- Это Пони!
- Лагерь «Коралл»: Детство Губки Боба
- Почта Мидлмост
- Ох уж эти детки! (2021)

### Бывшие программы на Nicktoons

#### Собственные
- Даг (мультсериал) (2002—2006, 2020) (2002—2021)
- Шоу Рена и Стимпи (2002—2011)
- Новая жизнь Рокко (2002—2011)
- CatDog («Котопёс») (2002—2011)
- Настоящие монстры (2002—2006)
- Эй, Арнольд! (2002—2021)
- Rugrats  2002-2022)
- КаБлам! (2002—2007)
- Крутые бобры (2002—2007)
- Oh Yeah! Cartoons (2002—2005, 2017–2019)
- Дикая семейка Торнберри (2002—2007)
- Ракетная мощь (2002—2010, 2016—2021)
- Как говорит Джинджер (2002—2009)
- Боевая команда, вперёд! (2002—2010)
- Земля Мела (2002—2013)
- Захватчик Зим (2002—2021)
- Приключения Джимми Нейтрона Мальчика гения (2003-2021)
- Детки подросли (2005—2010)
- Аватар: Легенда об Аанге (2006—2020)
- Жизнь и приключения робота-подростка (2006—2016)
- Семья Х (2006—2009, 2015)
- Эль Тигре: Приключения Мэнни Риверы (2007—2018, 2021)
- Дэнни-призрак (2007—2021)
- Так и волшебная сила Жужу (2007—2012)
- Рога и копыта. Возвращение (2007—2021)
- Цап-царап (2007—2015)
- Могучая Би (2008—2016)
- Пингвины из Мадагаскара (2008—2016)
- Фанбой и Чам-Чам (2009—2016)
- Планета Шина (2010—2015)
- Турбо-Агент Дадли (2010—2021)
- Кунг-фу панда: Удивительные легенды (2011—2018)
- Клуб Винкс (2011)
- Аватар: Легенда о Корре (2012—2020)
- Робот и Монстр (2012—2015)
- Черепашки-ниндзя (2012—2021)
- Монстры против пришельцев (2013—2016)
- Санджей и Крейг (2013—2021)
- Хлебоутки (2014—2021)
- Харви Бикс (2015—2019)
- Свин, Коза, Банан и Сверчок (2015—2018)
- Чудище Бансен (2017—2018)
- Добро пожаловать в Вэйн (2017—2019)
- Приключения Опасного Малого (2018—2021)
- Middle School Moguls (2019)

#### Сторонние
- Озорные анимашки (2002—2005)
- Пинки и Брейн (2002—2004)
- Butt-Ugly Martians (2002—2004)
- Pelswick (2002—2005)
- Charlie Brown (2003—2004)
- Приключения мультяшек (2004—2005)
- Yakkity Yak (2004—2007)
- Martin Mystery (2005—2008)
- My Dad the Rock Star (2005—2007)
- 6Teen (2005—2007)
- Каппа Майки (2006—2010)
- Shuriken School (2006—2008)
- Wayside (2007—2010)
- Космо-мартышки (2013—2014)
- Бешеные кролики: Вторжение (2013—2017)
- Огги и тараканы (2015)
- Мистиконы  (2017—2018)
- Радужно-бабочково-единорожная кошка (2019)
- 44 котёнка (2019—2020)
- Рюкзак Олли (2020—2021)

#### Телешоу
- Kaput and Zösky (2004—2006)
- Skyland (2004—2007)
- Watch My Chops (2004—2008)
- Mr. Meaty
- Edgar & Ellen (2007—2010)
- Shorts in a Bunch (2008)
- Three Delivery (2008—2010)
- Ricky Sprocket: Showbiz Boy (2008—2010)
- Zevo-3
- The Secret Show («Секретное шоу»)
- Wolverine and the X-Men («Росомаха и Люди Икс»)
- Fantastic Four: World's Greatest Heroes

## Nicktoons в других странах
Nicktoons был запущен в Великобритании 22 июля 2002 года. В отличие от версии телеканала для США, в Великобритании на этом канале с самого его запуска во время эфира транслировалась реклама. Также, в отличие от версии Nicktoons в США, которая транслировалась 24 часа в сутки, английская версия канала была ограничена во времени нахождения в телеэфире. Также телеканал Nicktoons транслируется в Бельгии, Австралии, Германии, Нидерландах, Испании, Польши и Африке а также в Грузии.